# Can Viló (Alella)
Can Viló és una obra del municipi d'Alella protegida com a bé cultural d'interès local.

## Descripció
Edifici civil. Masia de planta basilical. Formada per un cos central més elevat i cobert amb una teulada a quatre vessants poc inclinades; els cossos laterals són d'una sola vessant. Destaquen les teules i els cairons dels ràfecs. S'estructura en planta baixa i tres pisos, l'últim situat només al cos central.
La façana està formada per elements gòtics: porta dovellada, finestres amb arcs gòtics conopials, finestres bipartides amb arcs lobulats i un matacà. Es tracta possiblement de peces de diferent procedència, col·locades per donar un aire neogòtic a l'edifici.
Sobre la façana hi ha un rellotge de sol fet amb peces ceràmiques amb la data de 1927.

## Història
Malgrat sigui una construcció recent, està situada on hi havia hagut una construcció antiga, potser del segle xiv o XV. Algunes de les peces gòtiques podria pertànyer a l'antiga edificació.